# Jan Håkan Dahlström
Jan Håkan Dahlström, född 12 juli 1947, är en svensk fotograf.
Jan Håkan Dahlström är en av landets främsta fotografer och arbetar huvudsakligen med böcker och reportagefotografi, i synnerhet för tidningen Vi, både i Sverige och utomlands. Dahlström är en av grundarna av bildbyrån Bildhuset och samarbetar numera med Getty Images och Plainpicture.